# Populus amurensis
Populus amurensis là một loài thực vật có hoa trong họ Liễu. Loài này được Kom. miêu tả khoa học đầu tiên năm 1934.